# Інал (титул)
Інал (їnal/inäl) — давньотюркський титул з двома основними тлумаченнями терміна: 

«I. 1. Син жінки з ханського роду і простолюдина; особа, яка має знатне походження; високородний; 2. титул, посаду. II…. Ім'я власне» 
.
Про термін «інал» цікаві повідомлення ранньосередньовічних авторів привів С. М. Ахинжанов: 

«у Махмуда Кашгарського є відомості для початку XI ст. про існування серед кипчаків якогось хана по імені Інал Уз. Інал є одним з тюркських титулів та означає спадкоємець престолу» 
.
Аль-Хорезмі (Х в.) повідомляв таке: 
 Їна-Тегін — це спадкоємець джаббуї, і у кожного ватажка тюрків — царя або Дехкан — є Їна, тобто спадкоємець. 
. Інал займав одну з вищих ступенів в соціально-політичній ієрархії огузо-туркменського суспільства X—XI ст.
Термін активно вживався і в XIII столітті, в Отрарі намісником був Іналчік («Кадир-хана»).
Інал (кит. а-ШЕ) були правителі єнісейських киргизів, що і підтверджується відповідним свідоцтвом Рашид-ад-Діна: «Титул [ каждого] їх государя, хоча б він мав інше ім'я, — інал».
Л. Будагов привів відомості про те, що у киргизів «дікокаменних» (тобто киргизів Тянь-Шаню та Паміру) цей термін «позначає цар, хан».
Ще в XVII столітті Абул-Газі повідомляв, що «Киргизи свого правителя називають Іналь; це слово у них те ж, що у Монголів (каан) та Таджиків падшах».